# Marcelle Arriëns
Marcelle Arriëns (Hilversum, 20 maart 1991) is een Nederlandse actrice, filmmaker en presentatrice. Ze bedacht en maakte samen met haar oudere zus Krista Arriëns en Marcel van der Velde de VPRO-webserie Sekszusjes TV, die in 2019 en 2020 is uitgezonden op NPO 3, en nog op internet te bekijken is. Ook is ze te zien in verschillende korte films en speelfilms.
In 2021 werd ze geselecteerd voor Netflix New Voices, wereldwijd het eerste talenttraject van Netflix om met nieuwe schrijvers filmscenario's te ontwikkelen.

## Prijzen en nominaties
- 2021: Beste actrice voor haar rol in Vlucht tijdens de faaam film awards.
- 2021: Beste Scenario voor haar film Vlucht tijdens de faaam film awards.
- 2020: The Best Social Award voor Beste YouTube-serie voor het programma Sekszusjes TV.
- 2020: Seks & Media Prijs voor Overtijd en de Sekszusjes.
- 2020: Beste actrice voor haar rol in Toby, kom!  tijdens het Nieuwe Filmers Festival.
- 2019: Volkskrant Mediatalent van 2020 voor het programma Sekszusjes TV.[3]
- 2019: Hashtag awards Best New Creator voor het programma Sekszusjes TV
- 2019: Beste actrice voor haar rol in Diep in het rood tijdens het Nieuw Filmers Festival.[4]

## Filmografie

### Film
- 2021: Vlucht - Bobby
- 2020: Toby, kom! - Emma
- 2019: Diep in het rood - Nika
- 2019: Weg - Coco
- 2019: SAMOERAAI - Mother
- 2018: Sores - Waarzegster
- 2018: Zacht - Janette
- 2018: Sunny Juliette - Juliette

### Televisie
- 2023 - 2024: brugklas - AVROTROS
- 2022: Naakt voor de klas met de Sekszusjes - VPRO
- 2021: Human Superfood - AVROTROS
- 2020: De Zomer van De Sekszusjes - VPRO
- 2020: Sekszusjes TV - VPRO
- 2020: Overtijd en de Sekszusjes - VPRO
- 2019: Sekszusjes TV - VPRO[5]